# Поповка (присілок, Дмитровський міський округ)
Попо́вка (рос. Поповка) — присілок у складі Дмитровського міського округу Московської області, Росія.

## Населення
Населення — 1 особа (2010; 3 у 2002).
Національний склад (станом на 2002 рік):
- росіяни — 100 %